# 6.º Congresso Nacional do Partido Comunista da China
O Sexto Congresso Nacional do Partido Comunista da China foi realizado de 18 a 11 de julho de 1928, em Moscou. Uma série de conversas foram feitas com o Partido Comunista da União Soviética, que era o partido no poder desde quando a União Soviética fora estabelecida em 1922. 
A Guerra Civil Chinesa começou depois desse ponto, e não haveria outro congresso do Partido Comunista até 1945.

## Discussão
A principal discussão do congresso foi sintetizar as experiências adquiridas após os erros da primeira fase da Revolução Chinesa (junho de 1923 a julho de 1927), erros que resultaram no Massacre de Xangai. Além disso, o congresso também teve como objetivo analisar a natureza da revolução e da conjuntura política, trabalhar as linhas, princípios orientadores e políticas do partido para o novo período, unificar todo o partido e desenvolver as forças revolucionárias. 
O congresso afirmou que a sociedade chinesa permanecia em uma natureza semicolonial e semifeudal, e que a "revolução chinesa naquele estágio era por natureza uma revolução democrático-burguesa". Formulou-se 10 programas para a revolução democrática. Também apontou que a situação política na China naquele momento era uma entre duas "marés altas revolucionárias", e que a tarefa geral do partido era, desse modo, não atacar ou organizar revoltas, mas vencer entre as massas e preparar-se para insurreições. O congresso criticou tanto o oportunismo de ''direita" como o de "esquerda", especialmente os de natureza golpista. 

## Eleitos
O congresso elegeu o Sexto Comitê Central, composto de 23 membros e mais 13 membros suplentes. Por sua vez, o Comitê elegeu Xiang Zhongfa, Zhou Enlai, Su Zhaozheng, Xiang Ying, Qu Qiubai, Zhang Guotao e Cai Hesen para o Politburo, com Xiang Zhongfa servindo como secretário-geral. 